# Хюбенбеккер, Марко
Марко Хюбенбеккер (нем. Marko Hübenbecker, 14 июня 1986, Эрфурт) — немецкий бобслеист, разгоняющий, выступает за сборную Германии с 2008 года. Чемпион мира среди юниоров, чемпион мира в четвёрках, неоднократный победитель и призёр национальных первенств, участник зимних Олимпийских игр в Сочи. Прежде чем перейти в бобслей, занимался лёгкой атлетикой.

## Биография
Марко Хюбенбеккер родился 14 июня 1986 года в городе Эрфурт, федеральная земля Тюрингия. С детства полюбил спорт, ещё в школьные годы присоединился к легкоатлетическому клубу, где бегал на спринтерские дистанции. Активно заниматься бобслеем начал в 2008 году, вскоре в качестве разгоняющего прошёл отбор в национальную сборную и стал ездить на крупные международные старты, порой показывая довольно неплохие результаты. В январе 2009 года дебютировал в Кубке Европы, на этапе в швейцарском Санкт-Морице с двухместным экипажем финишировал пятым. В течение двух последующих лет выиграл несколько медалей европейского кубка, в том числе на отдельных этапах был победителем, а на молодёжном чемпионате мира 2010 года занял с четвёркой четвёртое место. В следующем сезоне значительно улучшил персональную статистику, завоевал звание чемпиона мира среди юниоров и впервые в карьере побывал на взрослом мировом первенстве — на домашней трассе в Кёнигсзее с двойкой был одиннадцатым.
После удачной череды выступлений на Кубке Европы Хюбенбеккер в январе 2012 года дебютировал в Кубке мира, причём, находясь в экипаже Максимилиана Арндта, сразу же взял серебро в двойках и золото в четвёрках. На чемпионате мира в американском Лейк-Плэсиде разгонял пилота Мануэля Махаты и выиграл с ним бронзовую медаль в четвёрках, тогда как в зачёте двоек вместе с молодым Франческо Фридрихом пришёл к финишу четвёртым. В сезоне 2012/13 спортсмен уже считался одним из сильнейших разгоняющих немецкой сборной, поднимался на подиум в большинстве заездов мирового кубка, а на чемпионате мира в канадском Уистлере с четырёхместным экипажем одолел всех соперников и удостоился звания чемпиона мира. Также принимал участие в зачёте двоек, но был здесь лишь десятым.
В 2014 году Хюбенбеккер побывал на Олимпийских играх в Сочи, где финишировал шестым в программе мужских двухместных экипажей.
Помимо участия в соревнованиях по бобслею Марко Хюбенбеккер также служит в полиции Германии.